# Chiesa di San Francesco (Maiori)
La chiesa di San Francesco a Maiori è stata costruita nel 1405 sul lato occidentale del convento, cioè tra il convento e la Grotta dell'Annunziata. 

## Storia e descrizione
La chiesa fu distrutta diverse volte. Nel 1435 sia la chiesa che l'annesso convento furono distrutti dall'esercito di Maometto II e l'anno dopo San Bernardino da Siena la fece riedificare. Poi nel 1440 fu distrutta da una mareggiata e anche allora fu ricostruita nel suo luogo originale. Nel 1517 ebbe inizio la ricostruzione della nuova chiesa sul lato orientale del convento, più grande di quella iniziale a seguito anche della demolizione di una chiesa dedicata alla Madonna del Soccorso, la cui statua risalente al XVI secolo è ancora oggi presente nella chiesa, che sorgeva nella stessa area, ma la costruzione venne interrotta dal un'invasione turca che ebbe luogo sull'intera costa nel 1558. Finalmente nel 1590 la costruzione della chiesa venne ultimata nel luogo dove tuttora si trova. 
Nella prima metà del XVIII secolo la chiesa perse il suo aspetto cinquecentesco, ovvero rinascimentale, subendo varie modifiche costruttive dopo due mareggiate distruttive nel 1631 e 1674. Ulteriori interventi sono stati eseguiti nel XIX e XX secolo: attualmente infatti sia la facciata sia l'interno presenta uno stile tardo rococò.

## Altre immagini

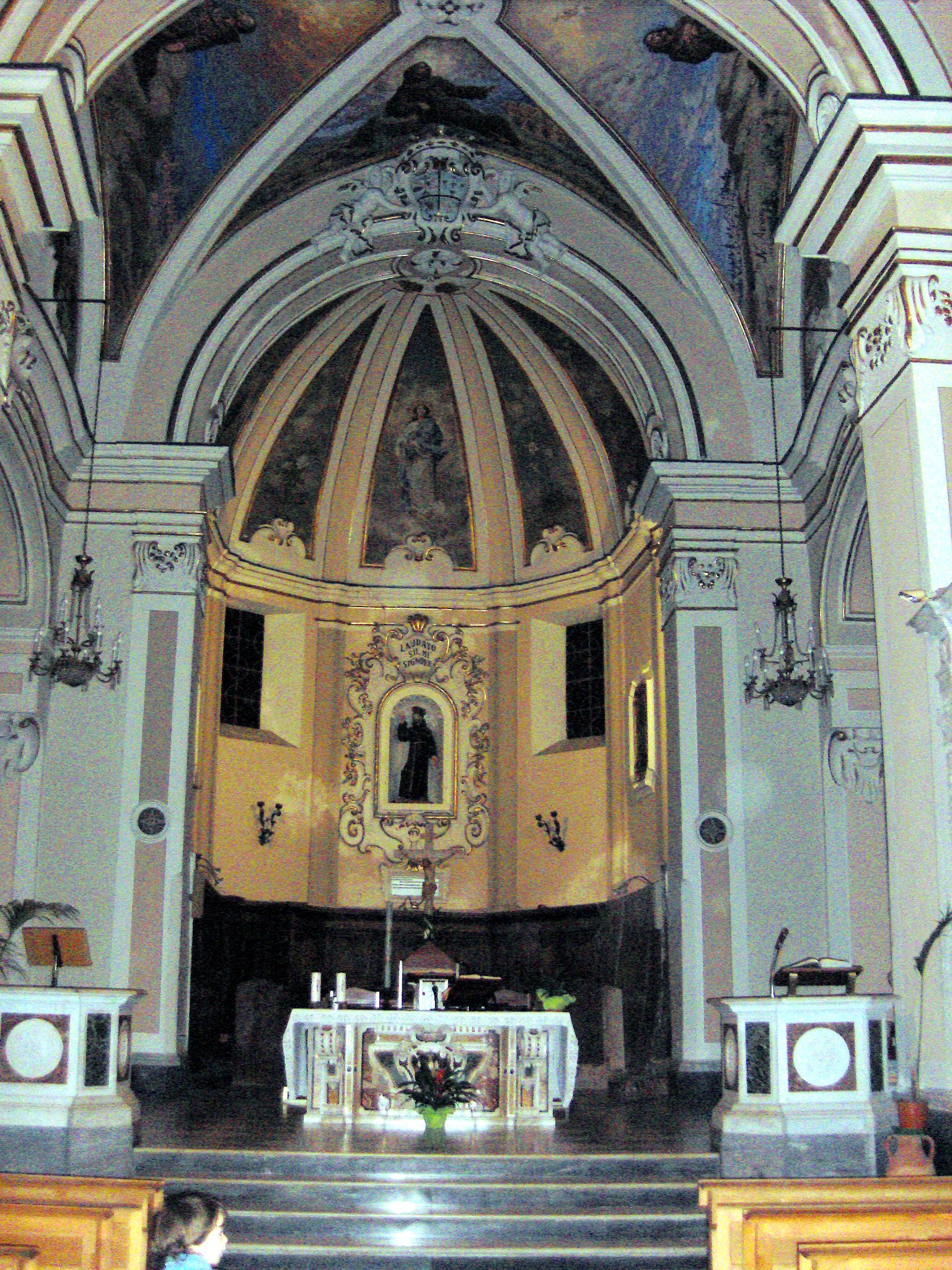
Interno
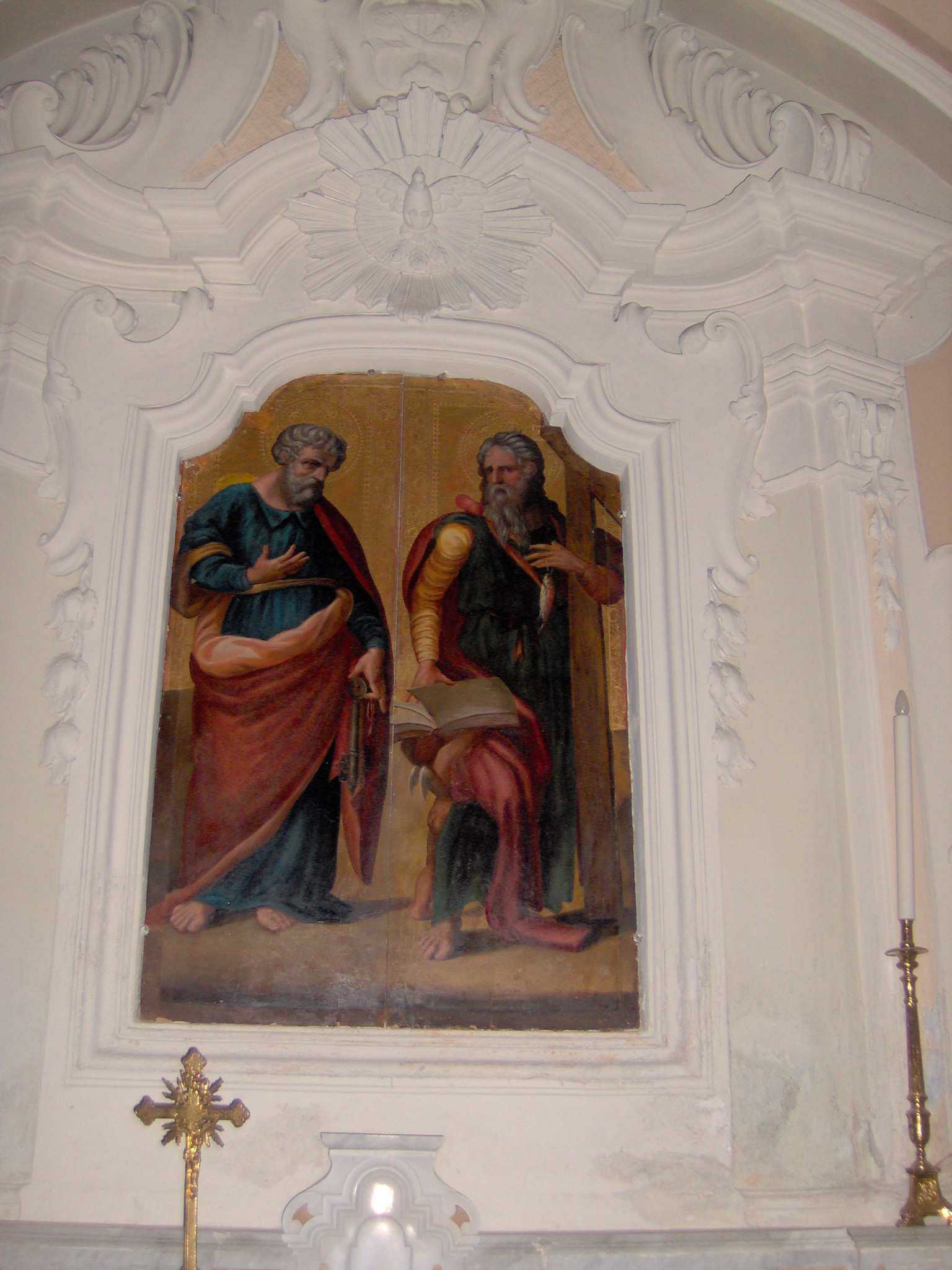
Pala
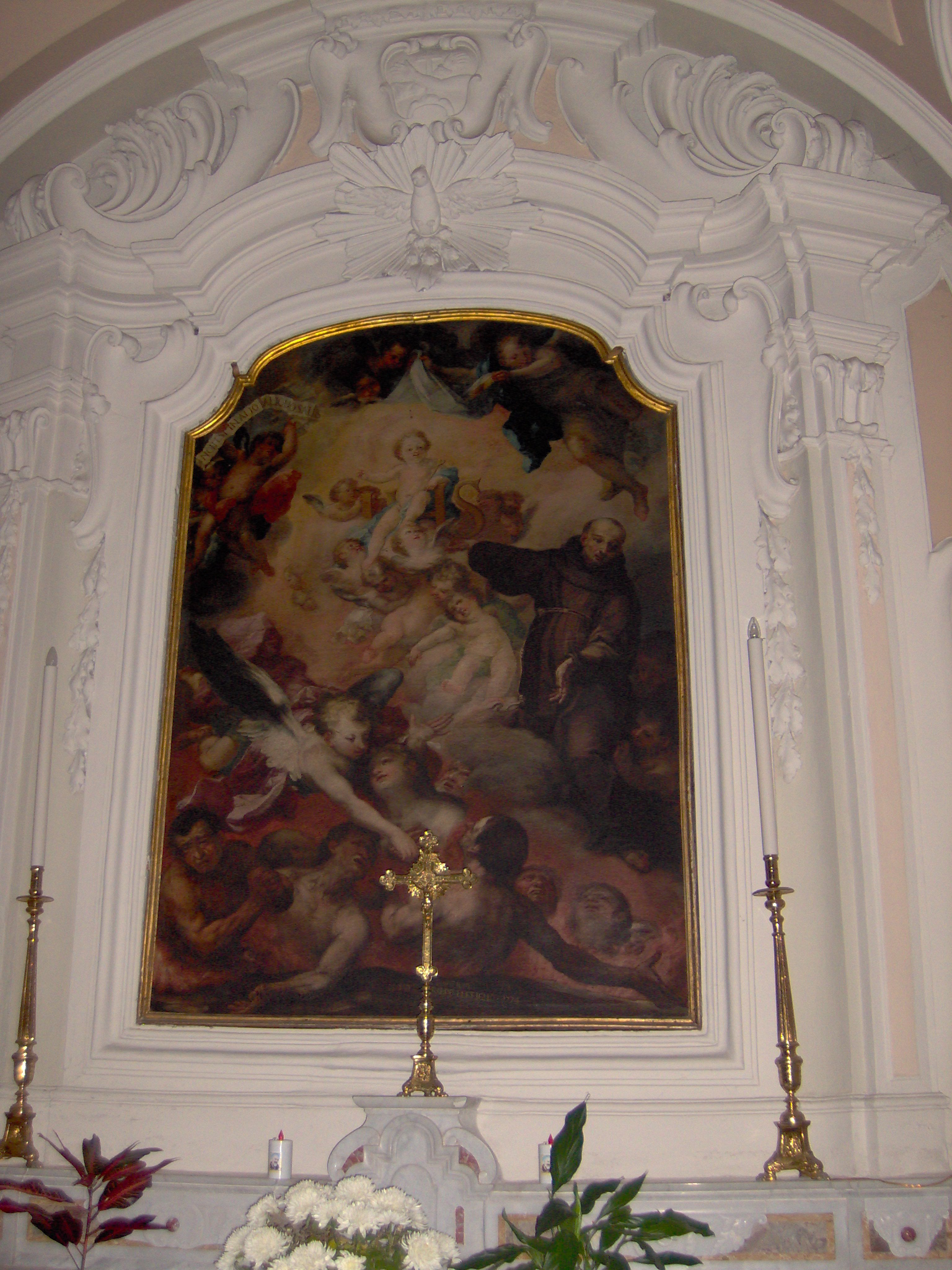
Pala
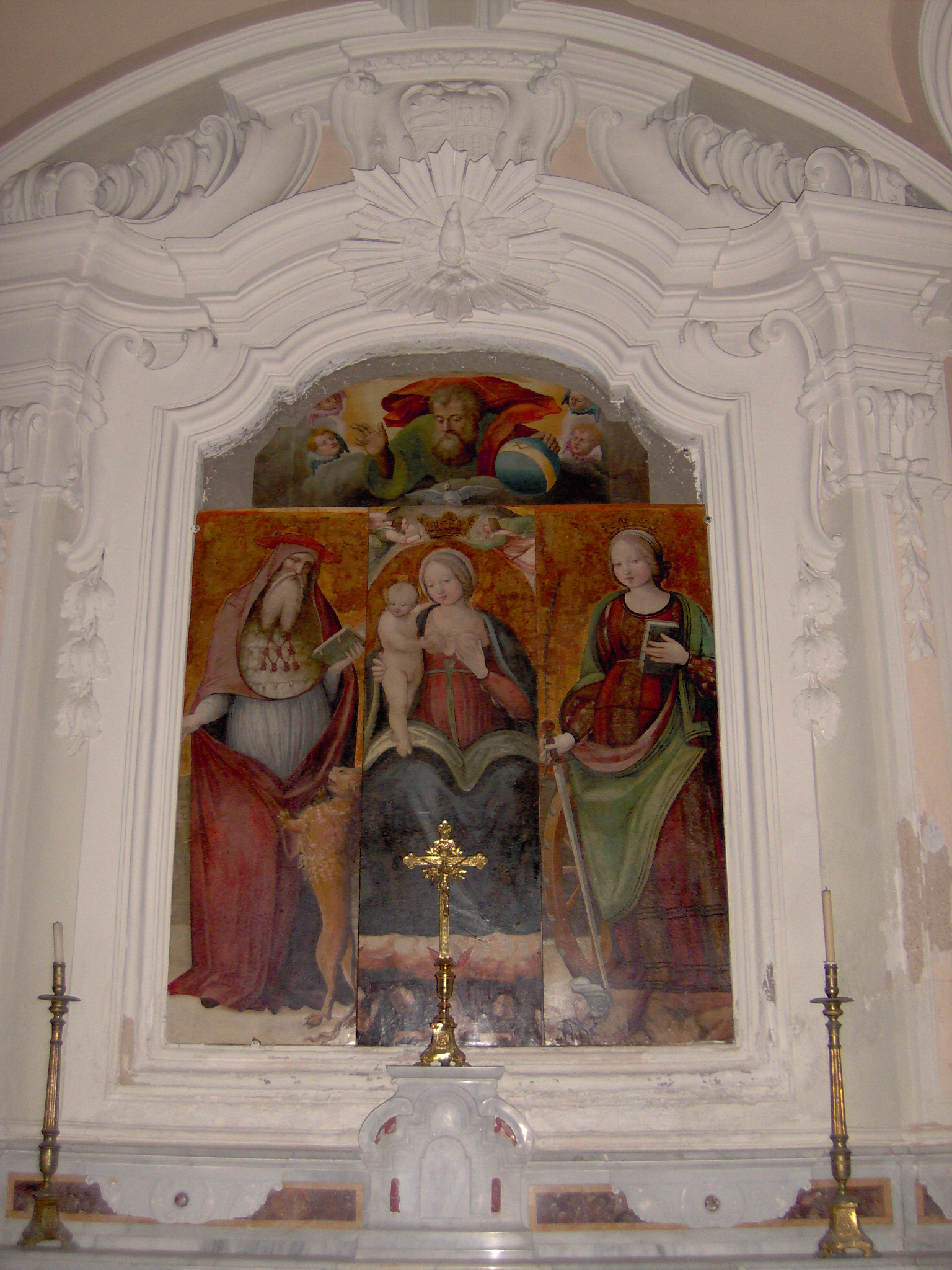
Pala